# زبیر باشی
زبیر باشی (انگلیسی: Zoubir Bachi؛ زادهٔ ۱۲ ژانویهٔ ۱۹۵۰) بازیکن فوتبال اهل الجزایر بود.
از باشگاه‌هایی که در آن بازی کرده‌است می‌توان به باشگاه فوتبال رویال شارلوا و باشگاه فوتبال مولودیه الجزایر اشاره کرد.
وی همچنین در تیم ملی فوتبال الجزایر بازی کرده‌است.